# Мініра Дільбазі
Мініра Хулусі кизи Дільбазі (азерб. Minirə Xulusi qızı Dilbazi; нар.. 9 квітня 1937, Баку) — радянська і азербайджанська піаністка, музикознавиця й педагогиня. Професор.

## Життєпис
У 1960 році Мініра Дільбазі закінчила фортепіанний факультет Азербайджанської державної консерваторії (Баку).
З 1961 року по теперішній час — викладачка Азербайджанської державної консерваторії імені Узеїра Гаджибекова (нині Бакинська музична академія — БМА).
У 1982 році Мініра Дільбазі захистила кандидатську дисертацію в Московському Всесоюзному науково-дослідному Інституті мистецтвознавства (науковий керівник — доктор мистецтвознавства, професор О. М. Дмитрієв).
З 1988 року — доцентка. З 1993 року — професорка, завідувачка кафедри фортепіано Бакинській музичній академії імені Узеїра Гаджибекова.
Авторка наукових досліджень, монографій, брошур, навчальних посібників, методичних розробок, програм, статей, опублікованих у Баку і за його межами. Більша частина наукової діяльності Мініри Дільбазі присвячена дослідженню музичної культури Баку другої половини XIX — початку XX століть. Матеріали монографій Дільбазі, її дослідження використані як допоміжний навчальний матеріал з історії музики та історії піанізму Азербайджану, а також у багатотомній «Історії Азербайджану».
Сфера наукових інтересів: вивчення музичної культури Азербайджану другої половини XIX — початку XX століття: культурне життя міста, азербайджанська музика в міському побуті, творчість місцевих музикантів, музична освіта і діяльність Бакинського відділення Імператорського Російського музичного товариства, концерти російських і зарубіжних музикантів, оперні та симфонічні сезони, просвітницька діяльність бакинських музикантів тощо.

## Педагогічна діяльність
Клас професора Мініри Дільбазі закінчили понад 500 осіб. Серед них:
Раміз Зохрабов — Народний артист Азербайджанської Республіки, доктор мистецтвознавства, професор БМА.
Назміє Аббасзаде — Заслужений діяч мистецтв, професор, декан виконавського факультету БМА
Азер Дадашев — Заслужений діяч мистецтв, професор БМА.
Натаван Шейхова — Народна артистка Азербайджанської Республіки, професор БМА.

## Родина
Одружена. Має трьох дітей і трьох онуків. Чоловік — Муса Салам огли Мамедов. Кандидат сільськогосподарських наук, доктор економічних наук. Голова Комітету сільського господарства хімії Азербайджанської Республіки; Голова Державного агропромислового комітету Азербайджанської РСР; Перший заступник Голови Ради Міністрів Азербайджанської РСР; Радник Прем'єр-міністра Азербайджану.
Діти:
- Мамедов Ельмар Муса огли (1965). Лікар-хірург.
- Ільгар Мамедов Муса огли (1967). Закінчив Московську сільськогосподарську академію імені К. А. Тимірязєва. Агроном-винороб.
- Мамедова Гюнель Муса кизи (1977). Закінчила середню школу з золотою медаллю і одночасно, з відзнакою — річну музичну школу по класу фортепіано. Закінчила Азербайджанський медичний університет з відзнакою. Акушерка-гінекологиня. Кандидат медичних наук.

## Статті й дослідження
- Шведський соловей (азербайджанською мовою), «Елм ве хаят» («Наука і життя»). — Баку, 1971, № 3
- Теоретичні питання народної музики. (азерб. мовою), «Елм ве хаят» («Наука і життя»). — Баку, 1971, № 3
- Луїза Микита в Баку. (азерб. мовою), «Елм ве хаят» («Наука і життя»). — Баку, 1972, № 3
- А. В. Павлов — Арбенін в Баку. «Літературний Азербайджан». — Баку, 1972, № 3. А також у кн. В. Я. Левиновський «Диригент Олександр Васильович Павлов-Арбенін (1873—1941)». — Санкт-Петербург, 2011, с. 50-55.
- Про А. Г. Меньшикову (азерб. мовою), «Елм ве хаят» («Наука і життя»). — Баку, 1973, № 2
- С. Рахманінов (азерб. мовою), (До 100-річчя з дня народження). «Елм ве хаят» («Наука і життя»). — Баку, 1973, № 4
- Чеський квартет (азерб. мовою), «Елм ве хаят» («Наука і життя»). — Баку, 1973, № 10
- Софія Ментер в Баку. (азерб. мовою), «Гобустан», Баку. — 1974, № 2
- Н. Фігнер в Баку. (азерб. мовою), «Гобустан», Баку. — 1974, № 4
- Перші оперні постановки в Баку. «Известия Академії наук Азербайджанської РСР, серія літератури, мови та мистецтва». — Баку, 1976, № 2
- Перша музична школа в Баку. «Доповіді Академії наук Азербайджанської РСР». — Баку, 1978, т. XXXIV, № 12
- З історії музичної освіти в Баку (1895—1901), «Вісті Академії наук Азербайджанської РСР, серія літератури, мови та мистецтва». — Баку, 1979, № 2
- Перший народний хор в Баку. «Радянська музика». — М., Радянський композитор, 1980, № 6
- Оркестри тієї пори (З історії музичного життя Баку). «Літературний Азербайджан». — Баку, 1980, № 12
- На естраді Петербурга (Сторінки історії), Радянська музика. — М., Радянський композитор, 1983, № 12

## Монографії
- З музичного минулого. — Баку, Ишыг, 1985, 135 с.
- Музичне життя Баку другої половини XIX — початку XX століть. — Баку, «Mütərcim», 2007, 255 с. /Dilbazi Minirə. Bakinin misiqi həyati [Mətn]: (XIX əsrin ikinci yarısı-XX əsrin əvvəlləri): [monoqrafiya] /M. Dilbazi; red. R. Zöhrabov; Azərb. Resp. təhsil nazirliyi, Bakı musiqi akad.- Bakı: [s.n.], [2007]. 255 s.cədv., notlar/.